# Immutable
Albums de Meshuggah
The Violent Sleep of Reason
(2016)
Singles
1. The Abysmal Eye
Sortie : 28 janvier 2022
2. Light The Shortening Fuse
Sortie : 4 mars 2022

Immutable est le neuvième album studio du groupe de metal extrême suédois Meshuggah, sorti le 1er avril 2022 sous le label Atomic Fire Records.
Au Royaume-Uni, il se classe à la première place du UK Rock and Metal Chart la semaine de sa sortie.

## Sortie
Immutable est annoncé le 14 janvier 2022. Un premier single intitulé The Abysmal Eye est publié le 28 janvier 2022.

## Liste des titres
| 1.    | Broken Cog                 | 05:35 |
| 2.    | The Abysmal Eye            | 04:55 |
| 3.    | Light the Shortening Fuse  | 04:28 |
| 4.    | Phantoms                   | 04:53 |
| 5.    | Ligature Marks             | 05:13 |
| 6.    | God He Sees in Mirrors     | 05:28 |
| 7.    | They Move Below            | 09:35 |
| 8.    | Kaleidoscope               | 04:07 |
| 9.    | Black Cathedral            | 02:00 |
| 10.   | I Am that Thirst           | 04:40 |
| 11.   | The Faultless              | 04:48 |
| 12.   | Armies of the Preposterous | 05:15 |
| 13.   | Past Tense                 | 05:46 |
| 66:43 |                            |       |